# Alto al fuego (álbum)
Alto al fuego es el nombre de la quinto álbum de estudio del agrupación guatemalteca Alux Nahual y primera en la que muestra un enfoque más alternativo, relegando un poco el estilo sinfónico que les caracterizaba. editado por DIDECA Internacional en 1987, se convirtió en un disco clásico para la banda. El baterista Lenín Fernández se une a la agrupación antes de la grabación del disco y aporta la fuerza que necesitaba la banda para su nueva etapa, así como las percusiones en la canción Libre Sentimiento. Durante los dos años de promoción, 6 temas circularon en radio, los de mayor impacto fueron Como un Duende y Fiesta Privada. 

## Estructura y logros del disco
Grabado en los estudios de DIDECA Internacional por Guillermo Castillo, es un disco con un sonido de mayor calidad. Fue publicado en acetato y casete. Es una producción bastante breve, de sólo 32 minutos. Los músicos dispusieron hacer temas más breves y relegar un poco los ensambles sinfónicos a cambio de un sonido más fuerte que se logró bastante bien y que llevó a Alux Nahual a un nivel mayor de aceptación.
Paulo Alvarado ha mencionado en varios artículos de prensa que la transición musical de Alux era algo necesario y que los músicos eran conscientes de ella. Debido a este cambio musical, Jack Shuster decide abandonar la banda. 
El disco inicia con el tema Fiesta Privada, una composición grupal y la única canción compuesta para casar con un estilo comercial predeterminado; Líder es un tema de Ranferí, un tema de rock que presenta uno de los mejores solos de guitarra y flauta de la agrupación; le sigue el tema Alto al Fuego, un verdadero himno que es tomado por la mayoría de personas como un emblema pidiendo a gritos la paz en una tierras centroamericanas; Concierto al Fin, un tema casi desconocido, compuesto por Oscar Conde, destaca su solo de teclado; Libre Sentimiento, una balada acústica de Ranferí y el primer tema del músico en llegar a las radios, es una versión distinta a la incluida en Leyenda I; Toca Viejo, tema de Álvaro Aguilar que conserva el estilo de sus temas clásicos; El Loco, compuesta por Paulo Alvarado e interpretada por Ranferí y Álvaro; y Como un Duende, otro de los temas más reconocidos de la banda. Este tema se convertiría ena canción obligada en todas las presentaciones posteriores de la banda. 
El impacto del disco es evidente. El tema Alto al Fuego fue adoptado por los jóvenes de la época, que cansados de los enfrentamientos en Centroamérica, consideraron el tema como un verdadero himno. Además, Como un Duende se convirtió en otro de los temas clásicos de la banda. Libre Sentimiento también es uno de los temas de mayor impacto radial y tras más de 25 años de su publicación sigue siendo un tema de circulación regular en la radio. Este disco marcó el inicio de la etapa de mayor éxito de Alux Nahual.

## Listado de temas
1. "Fiesta Privada" (Álvaro Aguilar/Alux Nahual)
2. "Líder" (Ranferí Aguilar)
3. "Alto al Fuego" (Álvaro Aguilar)
4. "Concierto al Fin" (Oscar Conde/Alux Nahual)
5. "Libre Sentimiento" (Ranferí Aguilar)
6. "Toca Viejo" (Álvaro Aguilar)
7. "El Loco" (Paulo Alvarado)
8. "Como un Duende" (Oscar Conde)

## Producción
- Producción: DIDECA, S.A.
- Grabación y Mezcla: Guillermo Castillo
- Director artístico: César García